# Dennis Dunaway
Dennis Dunaway (Cottage Grove, Oregón; 9 de diciembre de 1946) es un bajista de rock estadounidense, más conocido por haber sido parte del grupo The Spiders, que luego fue la banda original de Alice Cooper desde 1969 hasta 1974. Es considerado como uno de los mejores bajistas de la historia del rock. Como parte del grupo original de Alice Cooper, Dunaway es coautor de algunas de las canciones más significativas de la banda, entre ellas «Elected», «School's Out», «I'm Eighteen» y «Under My Wheels».

## Trayectoria
En 1969 Dunaway fundó Alice Cooper group, banda que nació de la fusión de dos grupos: The Nazz y The Spiders. Junto a Glen Buxton y John Tatum en guitarras y John Speer en batería, quienes luego Tatum y Speer fueron reemplazados respectivamente por Michael Bruce y Neal Smith, e incluyeron a un cantante fijo: Vincent Damon Furnier. Desde 1969 hasta 1974 participó en todos los discos de la banda.
En 1975 formó parte del grupo The Billion Dollar Babies, fundado por Michael Bruce, Neal Smith y el propio Dunaway, junto a Bob Dolin y Mike Marconi después de la separación del Alice Cooper group en 1974. Esta banda se vio envuelto en una demanda legal sobre el uso del nombre. Sólo lanzaron un álbum: Battle Axe en 1977, antes de la disolución.
A fines de la década del '80, formó parte del grupo de hard rock Deadringer, junto a Charlie Huhn como cantante, Jay Johnson en guitarra, Joe Bouchard (ex-Blue Öyster Cult) en teclados y Neal Smith en batería.
Dennis se reunió con Alice Cooper y sus demás compañeros en Welcome 2 My Nightmare, de 2011. El 1 de julio de 2010, habló sobre el regreso con Cooper y la producción del nuevo álbum en una entrevista para Radio Metal: "Vamos a poner algunos de los miembros originales en él y añadir algunos nuevos, estoy muy contento con trabajar con Bob (Ezrin) de nuevo". Dunaway compuso junto a Cooper y Ezrin "A Runaway Train" y con Michael Bruce, participaron en tres pistas en el álbum. En 2011, Dunaway y sus antiguos compañeros del Alice Cooper original fueron incluidos en el Salón de la Fama del Rock And Roll, en la categoría "Intérprete".
En 2007, publicó su primer disco solista titulado Bones from the Yard junto a varios invitados.
Actualmente Dennis toca en vivo con sus bandas, Blue Coupe y 5th Avenue Vampires. Dennis Dunaway's Blue Coupe publicó un simple titulado "You (Like Vampires)", y está nominado en la categoría de La Mejor Canción de Rock en los premios Grammy. La canción se puede escuchar en iTunes o Pledgemusic.

## Vida personal
Dennis está casado con Cindy Smith, la diseñadora de vestuario original de Alice Cooper que ayudó a crear el estilo de la moda "Shock Rock", durante la etapa glam del grupo. Cindy es hermana del baterista Neal Smith, compañero y amigo de Dunaway durante el período de ambos en Alice Cooper. Su hija mayor Renée Dunaway, se dedica a la música, siendo la cantante del grupo Jetsetter.
Dunaway utilizó en sus comienzos un Gibson EB-0 de escala corta, modificado con un Fender Precision Bass dividido en la posición de agudos, que luego pintó con spray verde y lo llamó "la rana", y más adelante lo cambió por un Fender Jazz Bass. Dunaway puede ser visto con este bajo en la contratapa de Love It to Death, y utilizó este bajo exclusivamente en la producción de los tres primeros álbumes del Alice Cooper group. Actualmente, el bajo se encuentra en exhibición en el Salón de la Fama del Rock and Roll.

## Discografía

### Con Alice Cooper
- Pretties For You (1969)
- Easy Action (1970)
- Love It to Death (1971)
- Killer (1971)
- School's Out (1972)
- Billion Dollar Babies (1973)
- Muscle of Love (1973)
- Welcome 2 My Nightmare (2011)

### Con The Billion Dollar Babies
- Battle Axe (1977)

### Con Buck Dharma
- Flat Out (1982)

### Con Deadringer
- Electrocution of the Heart (1989)
- Deadringer II (2008)

### Con Ian Hunter
- Shrunken Heads (2007)

### Como Solista
- Bones from the Yard

#### Canciones
1. "Kandahar" (Dunaway, Tedesco, Burns, Wilson)
2. "Me and My Boys" (Dunaway)
3. "Man Is a Beast" (Dunaway, Tedesco)
4. "Red Room" (Dunaway, Tedesco)
5. "Little Kid" (With AaBig, Big Gun) (Dunaway)
6. "New Generation" (Dunaway, Tedesco)
7. "Needle in the Red" (Dunaway, Tedesco, Burns, Wilson, Hunter)
8. "Stalker" (Dunaway, Tedesco, Wilson)
9. "Satan’s Sister" (Dunaway)
10. "On the Mountain" (Dunaway, Tedesco)
11. "Subway" (Dunaway)
12. "Home Sweet Home" (Dunaway, Tedesco)

Músicos
- Dennis Dunaway - Bajo y voz.
- Rick Tedesco- Guitarras, coros y teclados.
- Russ Wilson - Batería.
- Ed Burns - Teclados y coros
- Ian Hunter - Piano en "Little Kid (With A Big, Big Gun)", coros en "Me and My Boys" y theremín en "Subway".
- Joe Bouchard - Cencerro en "Little Kid (With A Big, Big Gun)" y maracas en "Subway".
- Patty Gesmondi - Maracas en "Subway".
- Gary Blu - Saxofón en "Me And My Boys," y "Home Sweet Home".
- John DaSilva - Trompeta en "Me And My Boys" y "Home Sweet Home".
- Jessica Williams - Gemidos en "Red Room".
- Mike Tedesco - Saxofones en "Home Sweet Home".
- Stephanie Tedesco - Coros en "On The Mountain".

## Enlaces
- «Dennis Dunaway Sitio Oficial».
- «Dennis Dunaway MySpace».
- «Sitio Oficial de Jetsetter».

- Datos: Q665549